# Louis-Christophe Zaleski-Zamenhof
Louis-Christophe Zaleski-Zamenhof (nacido como Ludwik Krzystof Zamenhof, Varsovia, 23 de enero de 1925-París, 9 de octubre de 2019) fue un ingeniero civil y marino polaco nacionalizado francés, especializado en el diseño de la construcción de acero laminado y hormigón. Era nieto de L. L. Zamenhof, el creador del lenguaje auxiliar planificado esperanto, y el único descendiente suyo que sobrevivió al Holocausto. Desde 1960 residía en Francia.

## Biografía
Se le puso el mismo nombre que a su abuelo, Ludwik Zamenhof. Su padre, Adam Zamenhof, fue arrestado y asesinado de un disparo por el ejército alemán que ocupaba Polonia, y sus tías Zofia y Lidia Zamenhof fueron asesinadas en el campo de concentración de Treblinka. Él, con su madre Wanda Frenkiel, escapó del gueto de Varsovia y permaneció oculto en Polonia bajo el seudónimo 'Krzysztof Zaleski', un nombre que mantuvo después para recordar esa experiencia.
Se cuenta que durante ese tiempo, trabajó en una plantación de tomate con un polaco que empezó a hablar esperanto e intentó reclutarlo para la causa, preguntándole: Ĉu vi konas Esperanton? ("¿Conoces esperanto?"). Ludwik le contestó: Ho jes, mi konas; ĝin inventis mia avo! ("Oh, sí, lo conozco; mi abuelo lo inventó!"). Él inmediatamente sintió miedo por haber sido indiscreto, y que podría ser denunciado y arrestado, pero nada de eso ocurrió.

## Carrera
Después de obtener su doctorado en ingeniería civil y naval, empezó a trabajar como ingeniero. Desde el final de la Segunda Guerra Mundial en Polonia, y luego durante la década de 1960 en Francia, diseñó estructuras de hormigón, entre ellas el Mémorial Charles-de-Gaulle, el cual domina el paisaje sobre Colombey-les-Deux-Églises. También ha enseñado la teoría y técnicas de construcción sobre el mar en varias instituciones académicas.

## Relación con el esperanto
Durante su niñez participó en numerosas actividades esperantistas, donde era conocido afectuosamente como El Nieto (La Nepo). Tras un periodo en que su vinculación con el idioma inventado por su abuelo fue mucho menor, por su ocupación profesional, en sus años maduros retomó un papel de representación institucional de la familia Zamenhof. Incluso en sus años de vejez continuaba recibiendo el mismo cariñoso apelativo. 
Escribió el prefacio de L'homme qui a défié Babel (El hombre que desafió Babel, 2003), una biografía en francés, escrita por René Centassi y Henri Masson, del creador del esperanto, también editada en castellano.
El periodista polaco Roman Dobrzynski escribió un libro-entrevista con Zaleski-Zamenhof, en el que trata de las vidas del abuelo y el nieto. Su nombre es La calle Zamenhof, y tiene versiones en numerosos idiomas, incluyendo el español.